# Wuguia
Wuguia (лат.) — вымерший род скрытошейных черепах из вымершего семейства Sinemydidae, обитавший в нижнем меловом периоде, примерно 132,9—100,5 миллионов лет назад на территории Китая (провинция Синьцзян). Это были всеядные пресноводные черепахи.

## Классификация
На сентябрь 2023 года в род включают 2 вымерших вида:
- Wuguia efremovi Khozatsky, 1996
- Wuguia hutubeiensis Matzke et al., 2004